# Sothuvad gärdsmyg
Sothuvad gärdsmyg (Pheugopedius spadix) är en fågel i familjen gärdsmygar inom ordningen tättingar.

## Utseende och läte
Sothuvad gärdsmyg är en medelstor gärdsmyg. Den verkar helt mörkt roströd, med mestadels svart huvud och gråare hjässa. I ansiktet syns suddiga vita teckningar. Sången är visslande och behaglig.

## Utbredning och systematik
Sothuvad gärdsmyg behandlas antingen som monotypisk eller delas upp i två underarter med följande utbredning:
- P. s. xerampelinus – förekommer utmed Stillahavssluttningen i östra Panama (Darién)
- P. s. spadix – förekommer i västra Colombia

### Släktestillhörighet
Tidigare placerades den i släktet Thryothorus, men DNA-studier visar att arterna i släktet inte är varandras närmaste släktingar.

## Levnadssätt
Sothuvad gärdsmyg hittas i skogars undervegetation i förberg. Den uppträder i par, lågt i täta snår inne i skog och kan därför vara svåra att få syn på.

## Status
Trots det begränsade utbredningsområdet och att den tros minska i antal anses beståndet vara livskraftigt av internationella naturvårdsunionen IUCN. 